# Felimare xicoi
Felimare xicoi is een slakkensoort uit de familie van de Chromodorididae. De wetenschappelijke naam van de soort is voor het eerst geldig gepubliceerd in 1996 door Ortea & Valdés.